# Kevin Neirynck
Pour les articles homonymes, voir Neirynck.
Kevin Neirynck (né le 16 novembre 1982 à Waregem) est un coureur cycliste belge.

## Palmarès et résultats

### Palmarès par année
- 2000
  - Champion de Flandre-Orientale sur route juniors
  - Tour des Flandres juniors
  - 2e du championnat de Belgique sur route juniors
- 2005
  - Grand Prix de la ville de Geel
- 2006
  - 3e de la Flèche flamande
  - 3e du Grand Prix Raf Jonckheere
- 2014
  - 2e du Grand Prix de Geluwe

### Classements mondiaux
| Année           | 2006 | 2007 | 2008 | 2009   | 2010 |
| --------------- | ---- | ---- | ---- | ------ | ---- |
| UCI Europe Tour | 303e | 548e | 583e | 1 189e | 682e |